# Списак ратних и помоћних бродова Јапанске ратне морнарице у Другом светском рату
Списак ратних и помоћних бродова Јапанске ратне морнарице у Другом светском рату је списак свих бродова који су били коришћени у саставу Јапанске ратне морнарице током Другог светског рата. Она обухвата све носаче авиона, бојне бродове, тешке крстарице, лаке крстарице, разараче, подморнице, миноловце и друга пловила Јапанске ратне флоте.

## Носач авиона
| Класа             | Слика                             | Тип               | Имена бродова        | Депласман         | Белешке |
| Носач авиона (13) | Носач авиона (13)                 | Носач авиона (13) | Носач авиона (13)    | Носач авиона (13) | Носач авиона (13) |
| ----------------- | --------------------------------- | ----------------- | -------------------- | ----------------- | --- |
| Акаги-класа       | Акаги након реконструкције        | Носач авиона      | Акаги                | 36.500 тона       | Преправљен у носач авиона од бојног крсташа класе Амаги. |
| Кага-класа        | Кага након модернизације          | Носач авиона      | Кага                 | 38.200 тона       | Преправљен у носач авиона од бојног крсташа класе Тоса. |
| Сорју-класа       | Носач авиона Сорју                | Носач авиона      | Сорју Хирју          | 16.200 тона       | Хирију се често сматра за посебну класу. |
| Шокаку-класа      | Носач авиона Шокаку               | Носач авиона      | Шокаку Зуикаку       | 25.675 тона       | |
| Хијо-класа        | Носач авиона Хијо                 | Носач авиона      | Хијо Џунјо           | 24.150 тона       | Преправљени од прекоокеанских путничких бродова у периоду од 1939 до 1942. године |
| Унрју-класа       | Носач авиона Унрју 16. јула 1944. | Носач авиона      | Унрју Амаги Кацураги | 17.480 тона       | Јапанска царска морнарица је планирала да изгради 16 носача авиона, међутим свега 3 су завршена, 3 - Касаги, Асо и Икома су поринути, док су остали отказани. |
| Таихо-класа       | Носач авиона Таихо                | Носач авиона      | Таихо                | 29.300 тона       | Таихо је одскакао од традиционалног јапанског дизајна носача авиона, и био је тешко оклопљен како би издржао што више погодака бомби или торпеда. Међутим, услед конструкцијске грешке, Таихо је потопљен једним торпедом, испаљеног са америчке подморнице Албакор. |
| Шинано-класа      | Носач авиона Шинано               | Носач авиона      | Шинано               | 65.800 тона       | Започет као трећи бојни брод класе Јамато, Шинано је почео да се преправља у носач авиона након јапанског пораза у бици за Мидвеј. |

| Класа                 | Слика                           | Тип                   | Имена бродова         | Депласман             | Белешке                                                                         |
| Лаки носач авиона (7) | Лаки носач авиона (7)           | Лаки носач авиона (7) | Лаки носач авиона (7) | Лаки носач авиона (7) | Лаки носач авиона (7)                                                           |
| --------------------- | ------------------------------- | --------------------- | --------------------- | --------------------- | ------------------------------------------------------------------------------- |
| Хошо-класа            | носач Хошо 1922. године         | Лаки носач авиона     | Хошо                  | 7.470 тоне            | Први у свету изграђен наменски носач авион.                                     |
| Рјуџо-калса           | носач авиона Рјуџо              | Лаки носач авиона     | Рјуџо                 | 10.600 тона           |                                                                                 |
| Зуихо-класа           | носач авиона Зуихо 1940. године | Лаки носачи авиона    | Зуихо Шохо            | 11.443 тона           |                                                                                 |
| Читосе-класа          | носач авиона Читосе             | Лаки носач авиона     | Читосе Чијода         | 11.200 тона           | Оба брода су била носачи хидроавиона пре преправке у носаче авиона 1943. године |
| Рјухо-класа           | носач авиона Рјухо 1942. године | Лаки носач авиона     | Рјухо                 | 13.410 тона           | Преправљен од матичног брода за подморнице Таигеи.                              |

| Класа                      | Слика                      | Тип                        | Имена бродова              | Депласман                  | Белешке                                      |
| Ескортни носач авиона (10) | Ескортни носач авиона (10) | Ескортни носач авиона (10) | Ескортни носач авиона (10) | Ескортни носач авиона (10) | Ескортни носач авиона (10)                   |
| -------------------------- | -------------------------- | -------------------------- | -------------------------- | -------------------------- | -------------------------------------------- |
| Таијо-класа                | носач авиона Таијо         | Ескортни носач авиона      | Таијо Чијо Унјо            | 17.830 тона                |                                              |
| Каијо-класа                | Каијо                      | Ескортни носач авиона      | Каијо                      | 13.600 тона                |                                              |
| Шинјо-класа                | Шинјо                      | Ескортни носач авиона      | Шинјо                      | 17.500 тона                |                                              |
| Акицу Мару-класа           | Акицу Мару                 | Ескортни носач авиона      | Акицу Мару Нигицу Мару     | 11.800 тона                | Дејствовали у склопу Јапанске царске армије. |
| Шимане Мару-класа          | Шимане Мару                | Ескортни носач авиона      | Шимане Мару                | 11.989 тона                |                                              |
| Јамаширо Мару-класа        | Јамаширо Мару              | Ескортни носач авиона      | Јамаширо Мару              | 16.119 тона                |                                              |
| Кумано Мару-класа          | Кумано Мару                | Ескортни носач авиона      | Кумано Мару                | 8.258 тона                 | Дејствовао у сатаву Јапанске царске армије.  |

## Бојни брод
| Класа            | Слика              | Тип              | Имена бродова              | Депласман        | Белешке                                                                                         |
| Бојни крсташ (4) | Бојни крсташ (4)   | Бојни крсташ (4) | Бојни крсташ (4)           | Бојни крсташ (4) | Бојни крсташ (4)                                                                                |
| ---------------- | ------------------ | ---------------- | -------------------------- | ---------------- | ----------------------------------------------------------------------------------------------- |
| Конго-класа      | бојни крсташ Конго | Бојни крсташ     | Конго Хиеи Киришима Харуна | 32.156 тона      | Разним модификацијама појачаван оклоп и брзина, тако да су класифицирани као брзи бојни бродови |

| Класа          | Слика                    | Тип            | Имена бродова  | Депласман      | Белешке |
| Бојни брод (8) | Бојни брод (8)           | Бојни брод (8) | Бојни брод (8) | Бојни брод (8) | Бојни брод (8) |
| -------------- | ------------------------ | -------------- | -------------- | -------------- | --- |
| Фусо-класа     | Фусо на пробној вожњи    | Бојни брод     | Фусо Јамаширо  | 29.330 тона    | |
| Исе-класа      | Исе убзо након завршетка | Бојни брод     | Исе Хјуга      | 31.260 тона    | Оба брода су током 1943. и 1944. године преправљена у полуносаче авиона                                                                                            |
| Нагато-класа   | Нагато                   | Бојни брод     | Нагато Муцуu   | 32.720 тоне    | |
| Јамато-класа   | Јамато на пробној вожњи  | Бојни брод     | Јамато Мусаши  | 69.988 тона    | Највећи, натежи, и најјаче наоружани бојни бродови икада напревљени у свету, од 5 планираних 2 су завршена као бојни бродови, 1 као носач авиона, а 2 су отказана. |

## Тешка крстарица
| Класа                | Слика                                 | Тип                  | Имена бродова               | Депласман            | Белешке                                                                  |
| Тешка крстарица (18) | Тешка крстарица (18)                  | Тешка крстарица (18) | Тешка крстарица (18)        | Тешка крстарица (18) | Тешка крстарица (18)                                                     |
| -------------------- | ------------------------------------- | -------------------- | --------------------------- | -------------------- | ------------------------------------------------------------------------ |
| Фурутака-класа       | Фурутака                              | Тешка крстарица      | Фзрутака Како               | 8.100 тона           |                                                                          |
| Аоба-класа           |                                       | Тешка крстарица      | Аоба Кинугаса               | 8.300 тона           |                                                                          |
| Мјоко-класа          | Мјоко након друге модернизације 1941. | Тешка крстарица      | Мјоко Начи Хагуро Ашигара   | 11.633 тона          |                                                                          |
| Такао-класа          | Такао на пробној вожњи                | Тешка крстарица      | Такао Атаго Маја Чокаи      | 11.350 тона          |                                                                          |
| Могами-класа         | крстарица Могами                      | Тешка крстарица      | Могами Микума Сузуја Кумано | 12.598 тона          | Могами је 1943 године прправљена у крстарицу носач хидроавиона.          |
| Тоне-класа           | крстарица Тоне                        | Тешка крстарица      | Тоне Чикума                 | 11.215 тона          | У јапанској царској морнарици коришћене као крстарице носачи хидроавиона |

## Лака крстарица
| Класа               | Слика                       | Тип                 | Имена бродова                         | Депласман           | Белешке |
| Лака крстарица (27) | Лака крстарица (27)         | Лака крстарица (27) | Лака крстарица (27)                   | Лака крстарица (27) | Лака крстарица (27) |
| ------------------- | --------------------------- | ------------------- | ------------------------------------- | ------------------- | --- |
| Тенрју-класа        | крстарица Тенрју            | Лака крстарица      | Тенрју Тацута                         | 3.281 тона          | |
| Кума-класа          | крстарица Кума 1930 године. | Лака крстарица      | Кума Тама Китаками Ои Кисо            | 5.180 тона          | Китаками, Ои и Кису су крајем рата преправљене у носаче Каитена. |
| Нагара-класа        | крстарица Нагара            | Лака крстарица      | Нагара Исузу Јура Натори Кину Абукума | 5.570 тона          | |
| Јубари-класа        | крстарица Јубари            | Лака крстарица      | Јубари                                | 2.890 тона          | Јубари је била експериментална лака крстарица. |
| Сендај-класа        | крстарица Сендаи            | Лака крстарица      | Сендај Џинцу Нака                     | 5.195 тона          | Од планираних 8, 5 је отказано. |
| Катори-класа        | крстарица Катори            | Лака крстарица      | Катори Кашима Каши                    | 5.890 тона          | Планирано 4 крстарице. Кашивара је отказана убрзо након почетка градње. |
| Агано-класа         | крстарица Агано             | Лака крстарица      | Агано Ноширо Јахаги Сакава            | 6.652 тона          | |
| Ојодо-класа         | крстарица Ојодо јуна 1943.  | Лака крстарица      | Ојодо                                 | 8.164 тона          | Планирана грдња 2 бода, градња брода Нијодо никад није отпочела. |
| Јасошима-класа      | крстарица Пинг Хаи          | Лака крстарица      | Јасошима Иошима                       | 2.448 тона          | Служиле у Кинеској морнарици под именима Пинг Хаи и Нинг Хаи, потопљене од јапанских авион 1937. године. Након вађења и преправке коришћене и Јапанској морнарици као ескортни бродови. |

## Помоћна крстарица
| Класа                  | Слика                             | Тип                    | Имена бродова                        | Депласман              | Белешке                |
| Помоћна крстарица (14) | Помоћна крстарица (14)            | Помоћна крстарица (14) | Помоћна крстарица (14)               | Помоћна крстарица (14) | Помоћна крстарица (14) |
| ---------------------- | --------------------------------- | ---------------------- | ------------------------------------ | ---------------------- | ---------------------- |
| Акикоку Мару-класа     | Акикоку Мару 1942. године.        | Помоћна крстарица      | Акикоку Мару Гококу Мару Хококу Мару | 10.438 тона            |                        |
| Акаги Мару-класа       | Акаги Мару пре рата               | Помоћна крстарица      | Акаги Мару Асака Мару Авата Мару     | 7.389 тона             |                        |
| Конго Мару-класа       | Конго Мару пре рата               | Помоћна крстарица      | Конго Мару Кијосуми Мару             | 8.613 тона             |                        |
| Ноширо Мару-класа      | Ноширо Мару пре рата              | Помоћна крстарица      | Ноширо Мару                          | 7.183 тона             |                        |
| Укишима Мару-класа     | Укишима Мару                      | Помоћна крстарица      | Укишима Мару                         | 4.730 тона             |                        |
| Бангкок Мару-класа     | Бангкок Мару 1937. године         | Помоћна крстарица      | Бангкок Мару Сајгон Мару             | 5.351 тона             |                        |
| Кинрју Мару-класа      | Кинрју Мару пре рата 1938. године | Помоћна крстарица      | Кинрју Мару                          | 9.310 тона             |                        |
| Кинџосан Мару-класа    | Кинџосан Мару 1937. године        | Помоћна крстарица      | Кинџосан Мару                        | 3.262 тона             |                        |

## Разарач
| Класа          | Слика                         | Тип           | Имена бродова | Депласман     | Белешке                                                                                |
| Разарач (135)  | Разарач (135)                 | Разарач (135) | Разарач (135) | Разарач (135) | Разарач (135)                                                                          |
| -------------- | ----------------------------- | ------------- | --- | ------------- | -------------------------------------------------------------------------------------- |
| Минеказе-класа | разарач Минеказе              | Разарач       | Минеказе Саваказе Окиказе Јаказе Хаказе Шиоказе Акиказе Јуказе Тачиказе Хоказе Ноказе Намиказе Нумаказе                                                            | 1.345 тона    | Разарачи Шимаказе и Надаказе су 1940 године преуређени у патролне бродове ПБ-1 и ПБ-2. |
| Камиказе-класа | разарач Камиказе              | Разарач       | Камиказе Асаказе Харуказе Мацуказе Хатаказе Оите Хајате Асанаги Јунаги                                                                                             | 1.400 тона    |                                                                                        |
| Муцуки-класа   | Јапански разарач Муцуки       | Разарач       | Муцуки Кисараги Јајои Узуки Сацуки Миназуки Фумузуки Нагацуки Кикузуки Миказуки Мочизуки Јузуки                                                                    | 1.315 тона    |                                                                                        |
| Фубуку-класа   | разарач Фубуку                | Разарач       | Фубуки Ширајуки Хацујуки Мијуки Муракумо Шинономе Усугумо Ширакумо Исонами Уаранами                                                                                | 1.750 тона    |                                                                                        |
| Ајанами-класа  | разарач Ајанами               | Разарач       | Ајанами Шикинами Асагири Југири Амагири Сагири Оборо Акебоно Сазанами Ушио                                                                                         | 1.750 тона    | Такође познати као Фубуку класа тип II.                                                |
| Акацуки-класа  | разарач Акацуки               | Разарач       | Акацуки Хибики Иказучи Иназума | 1.680 тона    | Такође познати као Фубуку класа тип III.                                               |
| Хацухару-класа | разарач Хацухару              | Разарач       | Хацухару Ненохи Вакаба Хацушимо Ариаке Југуре | 1.530 тона    |                                                                                        |
| Ширацују-класа | разарач Ширацују 1937. године | Разарач       | Ширацују Шигуре Мурасаме Јудачи Харусаме Самидаре Умиказе Јамаказе Каваказе Сузуказе                                                                               | 1.685 тона    |                                                                                        |
| Асашио-класа   | разарач Асашио                | Разарач       | Асашио Ошио Мичишио Арашио Нацугумо Јамагумо Минегумо Асагумо Араре Касуми                                                                                         | 1.685 тона    |                                                                                        |
| Кагеро-класа   | разарач Јукиказе              | Разарач       | Кагеро Ширануи Курошио Ојашио Хајашио Нацушио Хацуказе Јукиказе Амацуказе Токицуказе Ураказе Исоказе Хамаказе Таниказе Новаки Араши Хагиказе Маиказе Акигумо       | 2.032 тона    | У Јапанској морнарици су били познати као разарачи Тип-А.                              |
| Југумо-класа   | разарач Наганами              | Разарач       | Југумо Макигумо Казагумо Наганами Макинами Таканами Онами Кијонами Таманами Сузунами Фуџинами Хајанами Хаманами Окинами Кишинами Асашимо Хајашимо Акишимо Кијошимо | 2.077 тона    | У Јапанској морнарици су били познати као разарачи Тип-А.                              |
| Акизуки-класа  | разарач Акизуки               | Разарач       | Акизуки Терузуки Сузуцуки Хацузуки Ниизуки Вакацуки Шимоцуки | 2.700 тона    | У Јапанској морнарици су били познати као разарачи Тип-Б.                              |
| Фујуцуки-класа | разарач Фујуцуки              | Разарач       | Фујуцуки Харуцуки Јоизуки Нацузуки | 2.700 тона    | Акизуки-подкласа.                                                                      |
| Мичицуки-класа | разарач Ханазуки              | Разарач       | Ханазуки | 2.700 тона    | Од 16 планираних разарача само је 1 завршен. Акизуки-подкласа.                         |
| Шимаказе-класа | разарач Шимаказе              | Разарач       | Шимаказе | 2.570 тона    |                                                                                        |

| Класа                 | Слика                 | Тип                   | Имена бродова                                                                                       | Депласман             | Белешке               |
| Ескортни разарач (32) | Ескортни разарач (32) | Ескортни разарач (32) | Ескортни разарач (32)                                                                               | Ескортни разарач (32) | Ескортни разарач (32) |
| --------------------- | --------------------- | --------------------- | --------------------------------------------------------------------------------------------------- | --------------------- | --------------------- |
| Мацу-класа            | разарач Моми          | Разарач               | Мацу Таке Уме Момо Кува Кири Суги Маки Моми Каши Каја Нара Сакура Јанаги Цубаки Хиноки Каеде Кејаки | 1.260 тона            |                       |
| Тачибана-класа        | разарач Хацузакура    | Разарач               | Тачибана Каки Каба Цута Хаги Сумире Кусуноки Хацузакура Нире Наши Шии Еноки Одаке Хацууме           | 1.350 тона            | Мацу-подкласа.        |

## Носач хидроавина
| Класа                  | Слика                             | Тип                    | Имена бродова                                           | Депласман              | Белешке                                                                                               |
| Носач хидроавиона (13) | Носач хидроавиона (13)            | Носач хидроавиона (13) | Носач хидроавиона (13)                                  | Носач хидроавиона (13) | Носач хидроавиона (13)                                                                                |
| ---------------------- | --------------------------------- | ---------------------- | ------------------------------------------------------- | ---------------------- | --- |
| Камои-класа            | Камои 1937. године                | Носач хидроавиона      | Камои                                                   | 17.000 тона            | |
| Читосе-класа           | Читосе 1938. године               | Носач хидроавиона      | Читосе Чијода                                           | 11.023 тона            | Оба брода су 1943. године преправљена у лаке носаче авиона.                                           |
| Мизухо-класа           | Мизухо 1940. године               | Носач хидроавиона      | Мизухо                                                  | 10.930 тона            | |
| Камикава Мару-класа    | Камикава Мару                     | Носач хидроавиона      | Камикава Мару Кијокава Мару Кимикава Мару Куникава Мару | 6.853 тоне             | Пети брод ове класе, Хирокава Мару био је класифициран као противавионски транспортни брод.           |
| Сагара Мару-класа      | Сагара Мару 1942. године          | Носач хидроавиона      | Сагара Мару Сануки Мару                                 | 7.189 тона             | Оба брода су преправљена у транспортне бродове, Сагара Мару 1942. године, а Сануки Мару 1943. године. |
| Санјо Мару-класа       |                                   | Носач хидроавиона      | Санјо Мару                                              | 8.360 тона             | Брод је октобра 1943. године преправљен у транспортни брод                                            |
| Нисшин-класа           | Нисшин 1942. године               | Носач хидроавиона      | Нисшин                                                  | 11.499 тона            | |
| Акицушима-класа        | Акицушима 18. априла 1942. године | Носач хидроавиона      | Акицушима                                               | 4.650 тона             | Градња другог брода ове класе, Чихаја прекинута је 1942. године.                                      |

## Торпиљер
| Класа         | Слика                        | Тип           | Имена бродова                                        | Депласман     | Белешке |
| Торпиљер (12) | Торпиљер (12)                | Торпиљер (12) | Торпиљер (12)                                        | Торпиљер (12) | Торпиљер (12) |
| ------------- | ---------------------------- | ------------- | ---------------------------------------------------- | ------------- | --- |
| Чидори-класа  | Торпиљер Чидори 1934. године | Торпиљер      | Чидори Маназуру Томозуру Хацукари                    | 544 тона      | |
| Отори-класа   | Торпиљер Киџи 1937. године   | Торпиљер      | Отори Хијодори Хајабуса Касасаги Киџи Кари Саги Хато | 840 тона      | Градња 8 торпиљера ове класе (Хацутака, Аотака, Вакатака, Куматака, Јамадори, Мизутори, Умидори и Комадори) отказана је 1937. године. |

## Ескортни брод
| Класа               | Слика                              | Тип                 | Имена бродова | Депласман           | Белешке |
| Ескортни брод (170) | Ескортни брод (170)                | Ескортни брод (170) | Ескортни брод (170) | Ескортни брод (170) | Ескортни брод (170) |
| ------------------- | ---------------------------------- | ------------------- | --- | ------------------- | --- |
| Шимишу-класа        | Ескортни брод Шимишу 1940. године  | Ескортни брод       | Шимишу Хачиџо Кунашири Ишигаки | 874 тона            | |
| Еторофу-класа       | Ескортни брод Еторофу 1943. године | Ескортни брод       | Еторофу Хирато Цушима Фукае Мацува Муцуре Садо Оки Манџу Канџу Ики Амакуса Вакамија Касадо | 884 тона            | |
| Микура-класа        | Ескортни брод Номи 1944. године    | Ескортни брод       | Микура Мијаке Аваџи Курахаши Номи Чибури Јаширо Кусагаки | 955 тона            | |
| Хибури-класа        | Ескортни брод Шонан 1944. године   | Ескортни брод       | Хибури Даито Шонан Куме Икуна Шисака Сакито Мокуто Хабуто | 955 тона            | Два брода ове класе нису завршена до краја рата, Оцу (95% комплетиран) и Томошири (20% комплетиран) |
| Укуру-класа         | Ескортни брод Уку 1944. године     | Ескортни брод       | Укуру Окинава Шинана Јаку Агуни Инаги Уку Чикубу Хабуши Куга Оџика Козу Канава Шига Амами Ходака Иво Такане Икара Икуно | 955 тона            | Два брода ове класе нису завршена до краја рата, Муроцу (92% комплетиран) и Уруми (90% комплетиран) |
| Ц-класа             | Ескортни брод ЦД-17 1944. године   | Ескортни брод       | ЦД-1 ЦД-3 ЦД-5 ЦД-7 ЦД-9 ЦД-11 ЦД-13 ЦД-15 ЦД-17 ЦД-19 ЦД-21 ЦД-23 ЦД-25 ЦД-27 ЦД-29 ЦД-31 ЦД-33 ЦД-35 ЦД-37 ЦД-39 ЦД-41 ЦД-43 ЦД-45 ЦД-47 ЦД-49 ЦД-51 ЦД-53 ЦД-55 ЦД-57 ЦД-59 ЦД-61 ЦД-63 ЦД-65 ЦД-67 ЦД-69 ЦД-71 ЦД-73 ЦД-75 ЦД-77 ЦД-79 ЦД-81 ЦД-85 ЦД-87 ЦД-95 ЦД-205 ЦД-207 ЦД-213 ЦД-215 ЦД-217 ЦД-219 ЦД-221 ЦД-227                                                                                      | 757 тона            | Од 300 планираних бродова за време рата завршена су била 52 борда. Три брода ове класе завршена су након Другог светског рата, ЦД-97 (16.12.45. год.), ЦД-105 (15.04.46. год.) и ЦД-107 (30.05.46. год.)                            |
| Д-класа             | Ескортни брод ЦД-2 1944. године    | Ескортни брод       | ЦД-2 ЦД-4 ЦД-6 ЦД-8 ЦД-10 ЦД-12 ЦД-14 ЦД-16 ЦД-18 ЦД-20 ЦД-22 ЦД-24 ЦД-26 ЦД-28 ЦД-30 ЦД-32 ЦД-34 ЦД-36 ЦД-38 ЦД-40 ЦД-42 ЦД-44 ЦД-46 ЦД-48 ЦД-50 ЦД-52 ЦД-54 ЦД-56 ЦД-60 ЦД-64 ЦД-66 ЦД-68 ЦД-72 ЦД-74 ЦД-76 ЦД-82 ЦД-84 ЦД-102 ЦД-104 ЦД-106 ЦД-112 ЦД-118 ЦД-124 ЦД-126 ЦД-130 ЦД-132 ЦД-134 ЦД-138 ЦД-144 ЦД-150 ЦД-154 ЦД-156 ЦД-158 ЦД-160 ЦД-186 ЦД-190 ЦД-192 ЦД-194 ЦД-196 ЦД-198 ЦД-200 ЦД-202 ЦД-204 | 752 тона            | Од 200 планираних бродова за време рата завршена су била 63 борда. Четири брода ове класе завршена су након Другог светског рата, ЦД-58 (08.04.46. год.), ЦД-78 (04.04.46. год.), ЦД-116 (28.11.45. год.) и ЦД-142 (07.04.46. год.) |

## Патролни брод
| Класа         | Слика                            | Тип           | Имена бродова                                         | Депласман     | Белешке |
| Патролни брод | Патролни брод                    | Патролни брод | Патролни брод                                         | Патролни брод | Патролни брод |
| ------------- | -------------------------------- | ------------- | ----------------------------------------------------- | ------------- | --- |
| ПБ-1-класа    | Патролни брод ПБ-1               | Патролни брод | ПБ-1 ПБ-2                                             | 1.290 тона    | |
| ПБ-31-класа   | Патролни брод ПБ-35              | Патролни брод | ПБ-31 ПБ-32 ПБ-33 ПБ-34 ПБ-35 ПБ-36 ПБ-37 ПБ-38 ПБ-39 | 955 тона      | |
| ПБ-46-класа   | Патролни брод ПБ-46              | Патролни брод | ПБ-46                                                 | 910 тона      | |
| ПБ-101-класа  | Патролни брод ПБ-101             | Патролни брод | ПБ-101                                                | 1.070 тона    | Бивши британски разарач Треишиен, потопљен у Хонг Конгу 1941. године, извађен, оправљен и уведен у службу Јапанске царске морнарице као патролни брод |
| ПБ-102-класа  | Патролни брод ПБ-102, након рата | Патролни брод | ПБ-102                                                | 1.707 тона    | Бивши амерички разарач Стјуарт, потопљен у заливу Сурабаја, извађен, оправљен и уведен у службу Јапанске царске морнарице као патролни брод           |